# Johann Gottfried Gruber
Johann Gottfried Gruber (Naumburg, 29 novembre 1774 – Halle, 7 agosto 1851) è stato un critico letterario ed enciclopedista tedesco.

## Biografia
Si formò presso la scuola cittadina di Naumburg e presso l'Università di Lipsia e poco dopo si trasferì a Gottinga (Lipsia) e poi all'Jena e Weimar, occupandosi di insegnamento. Qui fece amicizia con Herder, Wieland e Goethe.
Nel 1811 fu nominato professore presso l'Università di Wittenberg e dopo la divisione della Sassonia fu inviato dal Senato a Berlino per negoziare l'unione dell'Università di Wittenberg con quella di Halle. Dopo che l'unione fu eseguita, diventò nel 1815 professore di filosofia a Halle. Lavorò con Johann Samuel Ersch nell'enciclopedia Allgemeine Encyclopädie der Wissenschaften und Künste e dopo la morte di Ersch continuò la prima sezione dal vol. XVIII al vol. LIV. Succedette a Ersch anche nella redazione del Allgemeine Literaturzeitung.
Gruber fu autore di numerose opere fra cui Charakteristik Herders (Lipsia, 1805), con Johann TL Danz (1769–1851 - poi professore di teologia a Jena); Geschichte des menschlichen Geschlechts (2 volumi, Lipsia, 1806); Wörterbuch der altklassischen Mythologie (3 vols, Weimar, 1810–1815); la biografia di Christoph Martin Wieland (Wielands Leben, 2 parti, Weimar, 1815–1816), e di Friedrich Gottlieb Klopstock (Klopstocks Leben, Weimar, 1832). Curò anche il lavoro compiuto da Wieland (Wielands sämmtliche Werke, Leipzig, 1818–1828).